# João Hipólito de Morais
João Hipólito de Morais (* 13. August 1924 in Queluz, Brasilien; † 7. November 2004) war ein brasilianischer Geistlicher und römisch-katholischer Bischof von Lorena. 

## Leben
João Hipólito de Morais empfing am 8. Dezember 1951 die Priesterweihe.
Papst Paul VI. ernannte ihn am 11. Juli 1977 zum Bischof von Lorena. Der Altbischof von Cachoeiro de Itapemirim, Luís Gonzaga Peluso, spendete ihm am 25. September desselben Jahres die Bischofsweihe; Mitkonsekratoren waren Antônio Afonso de Miranda SDN, Bischof von Taubaté und Cândido Rubens Padín OSB, Altbischof von Bauru. Am 10. Januar 2001 nahm Papst Johannes Paul II. seinen altersbedingten Rücktritt an.